# Urkínskaia
Urkínskaia (en rus: Уркинская) és un poble de la República de Komi, a Rússia, segons el cens del 2010 tenia 98 habitants.